# EGCS (kompilator)
EGCS (Experimental/Enhanced GNU Compiler System) – fork projektu GCC powstały w roku 1997. Projekt EGCS był odpowiedzią części twórców GCC na wolne tempo rozwoju tego projektu i utrudnienia związane z przyjmowaniem nowego kodu do jego oficjalnej wersji, stał się więc miejscem na początkowo eksperymentalne ulepszenia i modyfikacje tegoż kompilatora. W skład EGCS weszły inne forki takie jak Pentium-optimised GCC oraz wersje GCC dla nowych architektur komputerów i nowych języków programowania (między innymi Fortran) i zostały złączone w jednym miejscu.
Dynamiczny rozwój projektu i stosunkowo liberalny model akceptacji kodu okazały się nie spowodować pogorszenia jakości programów i stopniowo twórcy GCC przeszli do projektu EGCS niejako zostawiając oryginalne GCC w wersji 2.x. FSF, organizacja będąca opiekunem GCC, zdecydowała o porzuceniu go w tym momencie i zaadaptowaniu EGCS jako następnej wersji GCC, co stało się w 1999 r. Ze względu na swoją stabilność, wersja GCC 2.95 która wtedy powstała jest do dziś używana do wielu zadań oraz jako domyślny kompilator w niektórych systemach operacyjnych, mimo że w projekcie tym nastąpił od tamtego czasu ogromny postęp.